# Odile Maurin
 (février 2024).
Odile Maurin est une militante française pour les droits des personnes handicapées, présidente de l'association Handi-Social, connue pour son soutien au mouvement des gilets jaunes à Toulouse. Elle a un double handicap, un syndrome d'Ehlers-Danlos qui lui impose des déplacements en fauteuil roulant électrique, ainsi qu'une forme d'autisme, handicaps diagnostiqués tardivement.

## Biographie
Étant autiste, Odile Maurin passe une enfance plutôt solitaire, avec peu d'amis, préférant jouer au football avec des garçons.
Élève douée, elle découvre Rousseau à l'âge où d'autres étudient Molière, et passe ses années de primaire à décrocher « les meilleures notes » en « ne foutant rien ». Durant l'adolescence, elle tombe dans une addiction la drogue, et en reste dépendante durant 15 ans, jusqu’à l'autorisation de la méthadone, au milieu des années 1990. Elle fait condamner l’État français en assurant d'abord seule sa défense, à la suite d'un refus d'allocation aux adultes handicapés. Un syndrome d’Ehlers-Danlos lui impose de se déplacer en fauteuil roulant depuis 2001 .
Présidente de l'association Handi-Social, créée en 2001, Odile Maurin adhère à une antenne départementale de l'APF France handicap à partir de 2008. Elle milite pour l'accessibilité aux personnes handicapées, dénonçant le manque d'accessibilité à Toulouse notamment en 2012. Elle est exclue de l'APF en décembre 2015, après avoir diffusé en interne une lettre appelant cette association à changer ses pratiques. Une pétition circule sur Change.org pour demander sa réintégration. La justice lui donne raison face à l'APF. En juillet 2017, à Saint-Cyprien, elle dénonce les stationnements abusifs sur les places réservées aux personnes handicapées. Avec les militants d'Handi-social, elle bloque un TGV dans la Gare de Toulouse-Matabiau en octobre 2018 pour obtenir sa mise en accessibilité, puis bloque les pistes de l'aéroport de Toulouse-Blagnac en décembre 2018 pour dénoncer la loi Elan qui va diviser par 5 la production de logements neufs accessibles, et dénonce une charte sur l'accessibilité au logement en novembre 2019.
Odile Maurin participe aussi à de nombreuses manifestations des Gilets jaunes à Toulouse, devenant une figure du mouvement,,,.

## Actions
Odile Maurin a fondé Handi-social, en 2001.
Elle se consacre surtout alors à la défense des droits de personnes auxquelles l’allocation adulte handicapé (AAH), l’allocation d’éducation spécialisée (AES) ou l’allocation compensatrice tierce-personne (ACTP) étaient refusées. Des premières manifestations dans l’espace public ont lieu en 2008 sous la bannière du mouvement « Ni pauvre ni soumis » initié par l’Association des paralysés de France avec une centaine d’autres associations, pour la revalorisation de l’AAH. Des chèques de 2 ou 3 euros sont remis par les militants au préfet, afin de « lui rendre son aumône » et dénoncer ainsi la précarité associée au handicap.
Quand Odile Maurin rejoint l'APF en 2012, sous l'influence de son nouveau président Jean-Marie Barbier, elle veut croire qu'une association gestionnaire peut aussi être une association militante. Cependant, elle se rend compte que les instances dirigeantes de l'association freinent l'information des militants et empêchent que ceux-ci ne se regroupent en dehors des cadres prévus par l'instance nationale. En 2014, les tensions se multiplient lorsqu'Odile Maurin dénonce l'ordonnance accessibilité qui multiplie les délais pour la mise en accessibilité des lieux accueillant du public et des transports.
Afin de dénoncer ce qui est vu comme une régression majeure par rapport à la loi du 11 février 2005 « pour l’égalité des droits et des chances, la participation et la citoyenneté des personnes handicapées », une opération péage gratuit est organisée avec comme cible Vinci, entreprise symbole des enjeux économiques autour des déplacements et des transports. Cette opération est organisée en partenariat avec des syndicalistes et des proches. Lorsque l'APF souhaite se rendre à la police pour répondre à la plainte déposée par Vinci contre Handi-social, elle réalise une campagne afin de dénoncer les méthodes de prédation économique de Vinci. De ce fait, Vinci retire sa plainte.
Face à la gestion du Service d'aide à domicile (SAAD) de Toulouse par l'APF, elle refuse de cautionner un service considéré comme maltraitant, de même que le foyer de Muret. En 2017, le collectif interassociatif Handicap 31 exige « le droit aux transports publics et à la libre-circulation de tous ». Le « projet de loi relatif à l’évolution du logement et à l’aménagement numérique » dit loi ELAN, qui réduit à 10 % puis finalement à 20 % le quota d'appartements accessibles dans le bâti neuf, contre 100 % initialement, ainsi que la baisse des aides liées à la compensation du handicap, amènent aux regroupements collectifs des personnes handicapées dans des lieux associés à la puissance technologique, tels que les aéroports, les gares, les chantiers, les routes. Ces actions mettent en doute la représentation typique du handicap, associé à la fragilité, et s'imposent comme démonstrations de force.
Dans la nuit du 21 août 2018 a lieu le blocage du convoi de l’A380 d’Airbus à l’Isle Jourdain dans le Gers pendant 24 heures, opération réitérée le 23 août avec un nouveau blocage du convoi durant 3 heures, qui vise le retrait de l'article 18 du projet de loi ÉLAN. Afin de dénoncer l'influence de la Fédération française du bâtiment dans ce projet de loi, des blocages de cimenteries ont lieu en septembre 2018. Le 24 octobre 2018, le départ du TGV pour Paris à la gare de Matabiau à Toulouse est bloqué, ce qui entraîne une accélération du calendrier des travaux de mise en accessibilité.
Le 15 décembre 2018 a lieu le blocage de l'aéroport de Blagnac à Toulouse, en s'appuyant notamment sur des textes du Défenseur des droits, de la Commission nationale consultative des droits de l'homme, du Conseil de l'Europe et de la rapporteuse spéciale de l’ONU sur les droits des personnes handicapées, qui fustigent la politique de la France
L’investissement de l’aéroport permet également de recouper les luttes d'activistes s'opposant à l'expulsion des étrangers ou des migrants, telles que l'occupation de Roissy par les Gilets noirs en mai 2019, ou l'action au Royaume-Uni en 2018 d'un groupe d’activistes qui s’étaient enchaînés sur le tarmac de l’aéroport de Stansted pour arrêter un charter d’expulsés et furent condamnés dans le cadre de la législation anti-terroriste.
Le 18 octobre 2018, Odile Maurin organise une conférence de presse devant le TGI de Toulouse avec le soutien des associations du Collectif interassociatif Handicaps 31 (CIAH 31), à la suite d'une convocation pour entrave à la circulation routière et non déclaration de manifestation, à laquelle elle répond en mentionnant l'entrave à la circulation encourue quotidiennement par les personnes handicapées.
Avec deux autres militants d'Handi-Social, Odile Maurin organise le 16 novembre 2018 un enfarinage du député Adrien Taquet, venu à Toulouse présenter son rapport « Plus simple la vie ». Elle  déclare pour l'occasion « Vous avez été, en votant la loi Élan, le fossoyeur de nos droits », et lui remet une « pelle d’or ». Deux personnes de son association versent ensuite sur le parlementaire de la farine et du ketchup. Elle dénonce pour l'occasion « le mensonge du gouvernement et de la majorité présidentielle qui prétendent faire avancer nos droits alors que c'est le contraire avec la loi ÉLAN ».
Le 10 février 2019, Handi-social participe au cortège des femmes Gilets jaunes, engagement qui expose Odile Maurin et les manifestants à des heurts avec la police.
Le 6 décembre 2019, au terme de trois heures d'audience, le juge Jérôme Glavany la condamne à deux mois de prison avec sursis et un an d'interdiction de manifester, pour des faits de « violence sur agent dépositaire de l'autorité publique » survenus le 30 mars dans le cadre de « l'acte 20 » des Gilets jaunes. Au début, le ministère public avait requis à son égard 120 jours-amende à 10 euros par jour et une interdiction de manifester de deux ans dans le département, et les avocats des plaignants demandaient 1 800 € pour les « préjudices moraux » censés avoir été causés par Odile Maurin à leurs clients, deux policiers dont un seul était présent à l'audience .
Les charges retenues à son encontre consistaient en une « entrave à l'arrivée de secours destinés à combattre un sinistre dangereux pour les personnes » et une « violence avec usage ou menace d'une arme sans incapacité ».
Dans sa plaidoirie, l'avocat d'Odile Pascal Nakache mentionne les entraves aux droits de l'homme et le blâme des organisations internationales liées à un grand nombre de gardes à vues réalisées par la police, et à l'affaire Steve Maia Caniço, mettant en avant les enquêtes de l'IGPN qui n'aboutissent pas. Odile Maurin, quant à elle, mentionne les atteintes aux droits humains épinglés en France par l'ONU, et évoque un lien entre le validisme et son implication dans le mouvement des Gilets Jaunes, s'opposant à une société capitaliste prônant l'individualisme, la bonne santé, la jeunesse.
Elle déclare durant le procès que les faits de « violence » découlent d'une mauvaise manipulation d'un policier, qui a actionné le joystick de son fauteuil roulant, et précise que « le juge n’a pas voulu regarder la vidéo [fournie] qui prouve [s]a version des faits ». Le média Handirect note par ailleurs que la blessure grave subie par Odile Maurin en raison de l'erreur d'un policier n'a valu aucune poursuite à ce dernier.
Elle est relaxée en appel le 11 mai 2023
Après cette condamnation, dénonçant une tentative d'intimidation et une « décision politique », Odile Maurin annonce qu'elle refusera de se taire, et participe à l'acte 56 de la manifestation des gilets jaunes à Toulouse avec un porte-voix.
Elle manifeste en outre sa volonté de continuer à manifester, comme chaque semaine, en invitant les autres personnes à n'exercer aucune violence en son nom : « On résistera de manière pacifique, ils prendront leurs responsabilités ; s'ils me mettent en prison, cela veut dire qu'ils me condamnent à mort, parce qu'ils ne permettront pas un accès au soin adapté à ma situation ».
L'Association pour la taxation des transactions financières et pour l'action citoyenne (ATTAC) France lui formule alors son soutien.
En 2020, Odile Maurin, après avoir été plébiscitée, figure en sixième position sur la liste électorale d'Archipel Citoyen à Toulouse, dont la désignation est soumise à un jury citoyen. Elle déclare travailler sur le logement par la constitution d'une charte d'accessibilité basée sur les principes de la conception universelle, ainsi que sur le transport : les projets vont de la création de plates-formes modulables pour permettre l'accès aux autobus, à la réforme des travaux de voirie.
Elle mentionne avoir conduit ses associés à faire des travaux dans leur permanence afin de la rendre accessible. Elle travaille aussi à la réformation des outils de communication interne, ayant besoin de son logiciel de dictée vocale pour écrire, et déclare qu'elle n'aurait pas pu faire campagne sans sa voiture adaptée.

## Conception du militantisme et réactions
Dans la lignée des groupes formés dans la mouvance de mai 1968 comme le Centre des paralysés étudiants, puis le Mouvement de défense des handicapés (MDH) et le Comité de lutte des handicapés (CLH, dit « Handicapés méchants »), il est question de faire du handicap un sujet d’affirmation collective. La dénonciation réalisée par l'association Handi-social vise la mise à l'écart de l’objectif de l’accessibilité universelle, pourtant fixé par les lois de 1975 et 2005, qui montre l’incapacité de l’APF et de LADAPT, associations « gestionnaires » d'institutions spécialisées.
L'association emploie les stratégies de la diffusion de mots, tels qu'« handiphobie », « capacitisme », « validisme », pour nommer un système fondé sur la mise à l’écart et l’infériorisation des personnes en situation de handicap, l’investissement de lieux inhabituels pour défendre leurs droits, l’emploi de méthodes radicales, ainsi les actions convergentes avec d’autres mouvements tels que les Gilets jaunes et LGBTQ+ (voir Intersectionnalité).

## Documentaire
Odile Maurin est interviewée dans Présumé Coupable un documentaire d'Amnesty International de 2021 traitant de la répression des manifestants en France, au côté de Frédéric Vuillaume et de Brice Ivanovic et de la mère d'un manifestant mineur qui ont eux aussi subi des arrestations arbitraires, le stress des gardes à vues ou des poursuites judiciaires.